# 댓글부대 (영화)
《댓글부대》는 2024년 개봉한 대한민국의 범죄 영화이다. 안국진 감독이 연출했고 손석구, 김성철, 김동휘, 홍경이 출연했다. 장강명의 동명 소설을 원작으로 했다.

## 줄거리
온라인 여론 조작에 대한 제보로 ‘댓글부대’의 존재를 알게 된 기자 ‘임상진’이 그들을 취재하는 과정에서 거대한 실체와 마주하며 벌어지는 범죄 드라마

## 캐스팅

### 주연
- 손석구 : 임상진 역 - 기업의 횡포를 고발하는 기사로 정직당하고 복직을 노리며 '댓글부대'의 실체에 다가가는 기자.
- 김성철 : 찡뻤킹 역 - 댓글부대 '팀 알렙'의 멤버. 돈을 벌기 위해 빠른 두뇌 회전을 선보이며 여론 조작을 주도한다.
- 김동휘 : 찻탓캇 역 - 댓글부대 '팀 알렙'의 멤버. 임상진에게 '댓글부대'의 존재를 제보한다.
- 홍경 : 팹택 역 - 온라인 여론 조작의 위력을 체감하고 점점 더 빠져든다.

### 조연
- 이선희 : 표하정 역 - 신문사 편집국장.
- 최덕문 : 최평호 역 - 신문사의 전임 편집국장
- 오예주 : 이은채 역

## 참고 사항
- 손석구와 홍경은 넷플릭스 드라마 《D.P.》 이후로 3년 만에 재회하여 캐스팅 되었다.